# Pyrolyse

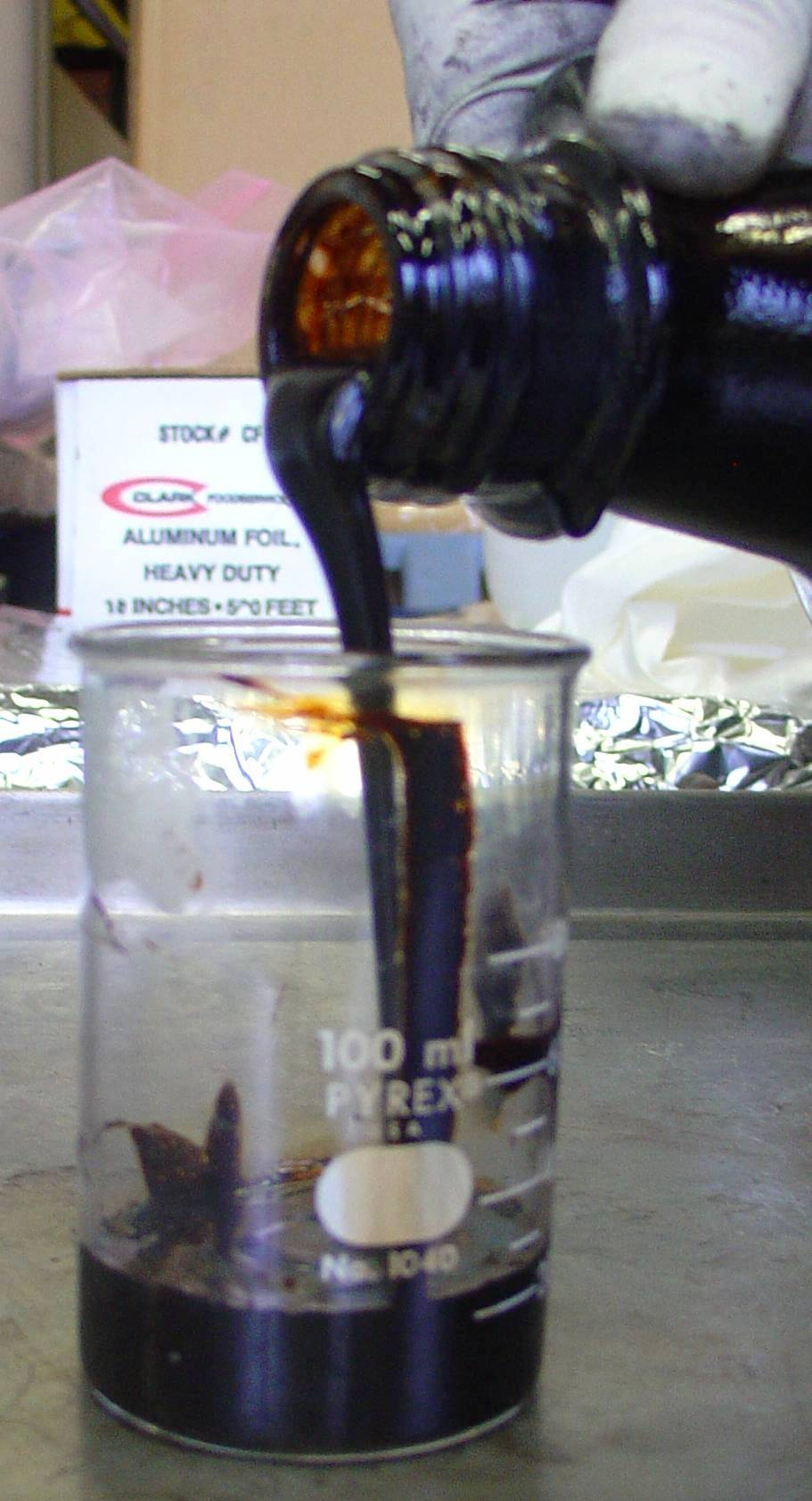
On peut obtenir des goudrons par pyrolyse de tiges de maïs en les chauffant dans un four à micro-ondes.

La pyrolyse, ou thermolyse, est la décomposition chimique d'un composé organique par une augmentation importante de sa température pour obtenir d'autres produits (gaz et matière) qu'il ne contenait pas. L'opération est réalisée en l'absence d'oxygène ou en atmosphère pauvre en oxygène pour éviter l'oxydation et la combustion (l’opération ne produit donc pas de flamme). Il s'agit du premier stade de transformation thermique après la déshydratation.
Elle permet généralement d'obtenir un solide carboné, une huile et un gaz. Elle débute à un niveau de température relativement bas (à partir de 200 °C) et se poursuit jusqu'à 1 000 °C environ. Selon la température, la proportion des trois composés résultants est différente. Elle peut notamment être produite dans un four solaire, comme cela a été montré à Odeillo.

## Définition
Une des premières préoccupations de la chimie analytique depuis Antoine Lavoisier a été de déterminer les éléments, c'est-à-dire les produits dont sont composés tous les corps. Il a fallu trouver des méthodes pour diviser les corps complexes, puis caractériser les corps élémentaires issus de cette décomposition.
La pyrolyse, l'hydrolyse ou l'électrolyse, sont les outils de la chimie analytique pour la détermination de ces corps. La pyrolyse, du grec πῦρ / pūr, génitif πυρός / purós, « feu », et du suffixe λύσις / lúsis, « action de délier, dissolution »,  signifie analyse (dans son sens premier de séparation) par le feu. De la même manière, hydrolyse signifie analyse ou séparation par l'eau et électrolyse, séparation par l'électricité.
Dès le XVIIIe siècle, avant que le terme n'existe, des opérations de pyrolyse ou carbonisation sont réalisées dans l'industrie pour obtenir entre autres du charbon de bois à partir du bois, du coke à partir de la houille, du charbon de tourbe à partir de la tourbe ou des gaz manufacturés (essentiellement du gaz de houille mais des expériences seront également tentées, par des procédés similaires, avec des succès variables, à partir de bois (gaz de bois), de résines (gaz de résine), d'huiles (gaz d'huile), de schiste bitumineux (gaz portatif comprimé), de déchets de l'industrie pétrolière (gaz de pétrole), etc.), appelées, « distillation » ou « distillation sèche ». Ces opérations doivent être plus justement appelées pyrolyse : dans l'acception moderne, la distillation est un procédé de séparation des constituants d'un mélange homogène dont les températures d'ébullition sont différentes ; la pyrolyse est la décomposition d'un composé organique par la chaleur pour obtenir d'autres produits (gaz et matière) qu'il ne contenait pas. Dans la pyrolyse, le matériau est détruit (c'est la même différence qui existe entre séparer les cartes d'un jeu (distillation) et découper les cartes avec des ciseaux (pyrolyse)). On peut supposer que, par analogie, la cornue en verre utilisée dans les opérations de distillation donnera son nom aux cornues en matériau réfractaire utilisées dans l'industrie, dans les opérations de pyrolyse, bien qu'il n'existe pas grand-chose de commun entre les deux.
Il ne faut pas non plus confondre la pyrolyse avec la combustion (ou l'incinération) : des processus d'oxydo-réduction réalisés par le feu en présence d'oxygène.

## Principe
Tous les corps organiques complexes sont composés de chaînes de molécules (polymère ; par exemple plastiques, caoutchouc, bois, papier, etc.).
La chaleur permet de casser cette chaîne et de produire des molécules organiques plus petites, par exemple du méthane CH4, du dioxyde de carbone CO2 et de l’eau H2O.
Lorsqu'un corps solide, comme du bois, brûle, cela se fait souvent de la manière suivante :
- l'humidité est évaporée (déshydratation) ;
- la chaleur de la flamme décompose la matière en molécules légères ;
- les molécules légères, du type méthane, brûlent avec le dioxygène de l'air.

Il y a donc une combinaison pyrolyse/combustion d'un gaz, la combustion provoquant et entretenant la pyrolyse aussi longtemps qu'il reste de la matière à brûler.
La plupart du temps, on parle de pyrolyse pour la décomposition à température élevée quoique sans flamme (par exemple la décomposition des graisses dans le processus de nettoyage d'un four dit « à pyrolyse »).

## Applications
La pyrolyse conserve un potentiel d'usages industriels.
Face au pic pétrolier et au danger de l'effet de serre, les énergies renouvelables et en particulier la biomasse-énergie font l'objet d'un intérêt accru.
La pyrolyse est potentiellement intéressante pour valoriser des formes de biomasse lignocellulosique utilisée de manière peu efficace ou même simplement brûlée en plein champ (paille, bagasse de canne à sucre, feuilles, écorces, déchets de bois et agricoles dont coques de noix de coco, de cacahuètes, etc.).
La pyrolyse de ce type de biomasse produit des vapeurs, un gaz combustible (gaz de synthèse), des minéraux solides (recyclables en agriculture) et une sorte de charbon de bois utilisable comme amendement (biochar ou agrobiochar) ou comme combustible (biocharbon) intéressant d'un point de vue écologique si les produits ne sont pas contaminés par du sel, des radionucléides ou certains pesticides.
La maîtrise des flux (pulvérisation à flux continus, réacteurs à lit fluidisé, réacteur à flux entraîné…), du gradient de température, mais aussi de la taille des particules introduites dans le four permet de récupérer des condensats de vapeurs (dont à température ambiante) pour par exemple produire une huile pyrolytique, qui peut servir de carburant, et peut également fournir quelques produits chimiques comme du phénol. La partie non condensable comprend un mélange de nombreux gaz (CO, CO2, H2, CH4, etc.) et peut également servir de combustible. La proportion des différents produits dépend de la matière première, mais surtout des conditions de pyrolyse. On distingue trois grands types de pyrolyse : 
1. la pyrolyse longue (ou carbonation) : elle dure plusieurs heures à plusieurs jours, selon le volume de bois ou déchets végétaux et selon le matériel utilisé. Elle se fait à température modérée (400 °C) et produit du charbon de bois (charbon végétal) ; cette technique séculaire a été récemment améliorée pour des développements industriels (pyrolyse plus rapide, dont pyrolyse de quelques minutes, voire secondes, à des températures de 500 à 800 degrés, qui produit alors moins de charbon et plus de vapeurs) ;
2. la pyrolyse rapide : elle demande généralement des températures de 850 à 1 250 K, avec des vitesses de chauffage comprises entre 10 et 200 K/s[8] ;
3. la pyrolyse flash : à des températures de 1 050 à 1 300 K, elle demande des vitesses de chauffage supérieures à 1 000 K/s[8]. Par exemple dans le cas du bois, elle produit des HAP cancérigènes, mutagènes toxiques, dont la concentration croît avec la température de pyrolyse, mais lors de tests faits par Couhert (thèse publiée en 2007), « même à la température maximale de pyrolyse de 550 °C, la concentration totale était inférieure à 120 ppmw. Les liquides contenaient des quantités significatives de composés phénoliques et le rendement en phénol et ses dérivés alkylés était le plus élevé à 500 et 550 °C. Certains des composés oxygénés identifiés sont de grande valeur », ayant une valeur commerciale. C'est l'une des voies possibles de valorisation des déchets de plastique[9], mais la pyrolyse des déchets plastiques produit à son tour jusqu'à 20 % en masse de cendres de pyrolyse. Des essais ont montré qu'il est possible, par un puissant choc thermique, d'ensuite transformer ces déchets en nanoparticules de « graphène flash turbostratique de haute pureté » (tFG), un graphène multicouche découplé électroniquement en raison de la rotation intercouche, qui se comporte donc comme un graphène monocouche. Ce graphène est potentiellement toxique mais intéresse certaines industries (ex comme additif renforçant la résistance du béton à la compression)[10].

La pyrolyse est également une phase préalable à la gazéification, autre voie prometteuse parmi les énergies renouvelables.
La pyrolyse classique se fait dans l'air sec ou dans un gaz sec, mais il existe aussi une variante  « humide » qui se fait dans l'eau, dite dépolymérisation thermique. Elle permet de convertir des biodéchets en carbones solides, gaz, eau, et surtout hydrocarbures, fournissant un « syncrude » de bonne qualité.
Des fours à pyrolyse sont aussi utilisés pour la destruction de déchets industriels, avec le risque de conserver des composés toxiques dans le cas par exemple des organochlorés (pesticides ou autres) si le cycle est mal contrôlé.